# Microphysa
Microphysa é um género botânico pertencente à família Rubiaceae.